# ACS Electrochemistry
ACS Electrochemistry  (nach ISO 4-Standard in Literaturzitaten mit ACS Electrochem. abgekürzt) ist eine monatlich erscheinende Peer Review Fachzeitschrift, die von der American Chemical Society herausgegeben wird. Die Erstausgabe erschien im Januar 2025. In der Fachzeitschrift werden Artikel zur qualitativ hochwertigen, hochmodernen Originalforschung in allen Bereichen der Elektrochemie veröffentlicht.
Aktueller Chefredakteur ist Patrick Unwin von der University of Warwick (Coventry, Vereinigtes Königreich).